# Viftedværgmispel
Viftedværgmispel (Cotoneaster divaricatus), også skrevet Vifte-Dværgmispel, er en løvfældende busk med en opret til let overhængende vækstform. Blomsterne er små, men de blanke blade og de lakrøde bær samt den flotte høstfarve gør den velegnet og meget brugt som prydbusk. Busken skaber jordtræthed. Den kaldtes tidligere for udspærret dværgmispel.

## Beskrivelse
Viftedværgmispel er en løvfældende busk med en opret til let overhængende vækstform. Skuddene er tæt forgrenede med sidegrene i udspærrede sildebensmønstre. Barken er først rødbrun og behåret. Senere bliver den gråsort med lysere striber. Gamle grene kan få grå, opsprækkende bark. 
Knopperne sidder spredt, de er pjaltede, grålige og tæt behårede. Bladene er bredt ovale og helrandede med kort spids. Oversiden er blank og mørkegrøn, mens undersiden er lysegrøn og uden hår. Høstfarven er klart rød. Blomsterne sidder i små bundter i bladhjørnerne. De er hvide med lyserød yderside. Frugterne er røde bæræbler med 2-3 trekantede kerner. Frøene modner godt og spirer meget villigt i Danmark.
Arten må anses for at være apomiktisk
Rodnettet består af nogle få, svære hovedrødder, der går langt ud og ned, og af tæt forgrenede og højtliggende siderødder.  
Højde x bredde og årlig tilvækst: 2 x 3 m (15 x 20 cm/år). 

## Hjemsted
Viftedværgmispel vokser på bjergkråninger med fugtig og mineralrig jord i det mellemste og vestlige Kina (bl.a. i Guizhou og Sichuan-provinserne), hvor vintrene er kolde og ret tørre, mens somrene er varme og fugtige. 
På Fanjing bjerget i Guizhou i det sydvestlige Kina findes arten i blandede, stedsegrønne og løvfældende skove i 1.500-1.700 m højde sammen med bl.a. Castanopsis carlesii (en art af Castanopsis), duetræ, etagekornel, femfingret akebia, håret glansmispel, koreakornel, Mahonia fortunei (en art af mahonie), Sorbus folgneri (en art af røn), spidsbladet benved, tibetansk kirsebær og vinterlue
| Portal | Portal:Botanik |